# Direito da empresa
O direito empresarial é uma área do direito que abrange as normas e regulamentações relacionadas à criação, organização, funcionamento e dissolução de empresas. Ele trata dos aspectos legais das atividades empresariais, incluindo a constituição de sociedades, contratos comerciais, responsabilidade dos empresários, direitos e deveres dos sócios ou acionistas, falência e recuperação judicial, propriedade intelectual e outros temas relevantes para o ambiente empresarial. Essa disciplina visa proporcionar um arcabouço jurídico que assegure a regularidade e a justiça nas relações comerciais. é considerado a evolução do direito comercial.

## História
O desenvolvimento do direito empresarial ao longo da história percorreu várias etapas, começando na Idade Média com o surgimento do direito comercial a partir das práticas mercantis, sem interferência estatal. Na fase subjetivista correspondente, o enfoque recaía sobre os sujeitos, principalmente os comerciantes que se associavam em corporações de ofício. A objetivação do direito comercial teve início no século XVI, quando as normas das associações se mostraram mais eficazes do que as decisões estatais. A Lei de Mercado passou a ser aplicada não apenas aos comerciantes, mas também às relações comerciais em si. A fase objetivista, que abrangeu de 1807 a 1942, teve início com a promulgação do Código de Comércio Francês, estabelecendo regulações estatais para as relações mercantis. Esse período se caracterizou pela distinção clara entre direito comercial e civil, pela teoria dos atos de comércio e pelo monopólio da jurisdição estatal.
Após a Revolução Industrial, a teoria dos atos de comércio tornou-se obsoleta. Em 1942, o Código Civil Italiano unificou o direito privado, originando a fase objetiva/subjetiva, em que o direito comercial passou a regulamentar não apenas o comércio, mas toda a atividade empresarial. A teoria da empresa, fundamentada na organização da atividade econômica, tornou-se o critério distintivo. No Brasil, o Código Comercial de 1850 seguiu a abordagem objetivista, mas com o Código Civil de 2002, o país adotou a teoria da empresa, inspirada no Código Civil Italiano de 1942, promulgado durante o governo fascista de Benito Mussolini. O direito empresarial, agora mais abrangente, preserva sua autonomia em relação ao direito civil.
Na Itália, a transição do "direito comercial" para o conceito moderno de "direito da empresa" também teve um papel significativo na evolução jurídica. O marco crucial para essa mudança ocorreu com a promulgação do Código Civil Italiano de 1942. Antes dessa codificação, o direito comercial italiano era regido pelo Código de Comércio de 1882. No entanto, o Código Civil de 1942 trouxe uma abordagem inovadora ao incorporar a "teoria da empresa". Essa teoria representou uma mudança substancial na forma como as atividades empresariais eram regulamentadas. A teoria da empresa, adotada pelo Código Civil Italiano, trouxe uma visão mais abrangente e moderna, afastando-se da antiga ênfase nos atos de comércio específicos. Ela passou a considerar a atividade econômica organizada como o elemento fundamental para a regulamentação jurídica. Dessa forma, o direito comercial deixou de se concentrar apenas nas transações mercantis para abranger toda a dinâmica das empresas. Essa transição foi fundamental para reconhecer a complexidade das relações empresariais, a importância da organização empresarial e a necessidade de uma regulamentação jurídica que acompanhasse a evolução econômica e social.
Assim, na Itália, o surgimento do "direito da empresa" está intrinsecamente ligado à adoção da teoria da empresa pelo Código Civil de 1942, representando uma mudança paradigmática na abordagem jurídica das atividades empresariais. Essa mudança influenciou não apenas a legislação italiana, mas também serviu de inspiração para desenvolvimentos semelhantes em outros sistemas jurídicos ao redor do mundo.
A evolução do direito empresarial, desde a Idade Média até o presente, reflete a necessidade de ajustes às mudanças econômicas e sociais. Da teoria dos atos de comércio à teoria da empresa, o direito empresarial continua evoluindo para regular as diversas atividades econômicas da sociedade. A fase objetiva/subjetiva consolidou-se com a unificação formal do Código Civil, mantendo, contudo, a autonomia do direito empresarial com base em seus próprios princípios e regras. Atualmente, a nomenclatura mais adequada é direito empresarial, embora o termo direito comercial ainda seja empregado pela doutrina.

## Relação com outras áreas
O direito societário é considerado uma parte do direito da empresa porque se concentra nas normas e regulamentações que dizem respeito à organização, funcionamento e relações entre os sócios de uma empresa. Ele está diretamente ligado à estruturação e administração das sociedades empresariais. Existem diversas formas de organizar uma empresa, sendo a sociedade uma das principais. A sociedade é uma união de pessoas ou de capitais que têm como objetivo a realização de atividades econômicas. No contexto empresarial, a sociedade é uma estrutura jurídica que permite a reunião de recursos e esforços para a consecução de um objetivo comum. o direito societário regulamenta a criação, o funcionamento, a alteração e a extinção das diferentes formas de sociedades, como sociedade limitada, sociedade anônima, sociedade em comandita, entre outras. Ele estabelece as regras para a participação dos sócios, os direitos e deveres de cada um, a responsabilidade de cada sócio perante as obrigações sociais, a distribuição de lucros, a tomada de decisões e outros aspectos relacionados à vida societária.
O termo "direito da empresa" é muitas vezes usado como sinônimo de "direito comercial". Ambos os termos referem-se à área do direito que trata das atividades empresariais e comerciais. Em alguns contextos, os termos são usados de forma intercambiável. No entanto, em certas tradições jurídicas, como a brasileira, a expressão "direito empresarial" tem sido preferida para enfatizar uma visão mais moderna e abrangente, enquanto "direito comercial" pode ser associado a uma visão mais tradicional.
O termo direito comercial tem uma longa tradição histórica e está associado a uma abordagem mais clássica e restrita, muitas vezes centrada nas atividades comerciais tradicionais. o termo "direito da empresa" é frequentemente usado para refletir uma abordagem mais moderna e ampla, incluindo não apenas as atividades comerciais tradicionais, mas também as operações empresariais em geral. Ambos os termos referem-se ao conjunto de normas jurídicas que regulam as atividades empresariais, incluindo questões como contratos comerciais, sociedades, títulos de crédito, concorrência, propriedade intelectual, entre outros. o termo "direito da empresa" também é frequentemente utilizado em contextos internacionais para descrever a regulação legal das atividades empresariais em geral, enquanto o termo "direito comercial" pode ser associado a sistemas jurídicos mais tradicionais.  o uso do termo "direito da empresa" sugere uma visão mais ampla que abrange não apenas as atividades comerciais clássicas, mas também as várias formas de organização empresarial e suas interações com outras áreas do direito, como o direito do trabalho, direito tributário e direito do consumidor.

## Subáreas
o direito da empresa é uma área abrangente que aborda diversas disciplinas jurídicas para regular as atividades empresariais. Aqui estão alguns dos principais ramos que compõem o direito da empresa, detalhando um pouco mais cada um:
- Direito societário: Regula a constituição, funcionamento e extinção das diversas formas de sociedades empresariais, como sociedade limitada, sociedade anônima, sociedade em comandita, entre outras. Estabelece os direitos e deveres dos sócios ou acionistas.

- Direito contratual: Aborda as normas relacionadas aos contratos comerciais, que são acordos entre as partes para a realização de negócios. Inclui aspectos como formação de contratos, execução, inadimplemento, rescisão e interpretação contratual.

- Direito cambiário: Trata das normas relacionadas aos títulos de crédito, como letras de câmbio, notas promissórias e duplicatas. Regula a circulação, pagamento e endosso desses documentos.

- Direito concorrencial ou antitruste: Regula as práticas empresariais que envolvem a concorrência no mercado, visando evitar práticas anticompetitivas e proteger a livre concorrência. Inclui normas sobre fusões e aquisições, abuso de posição dominante e cartel.

- Direito da propriedade intelectual: Protege os direitos de propriedade intelectual, como patentes, marcas registradas e direitos autorais, que são fundamentais para muitas empresas, especialmente aquelas envolvidas em inovação e criação.

- Direito marítimo e portuário: Regula as atividades comerciais relacionadas ao transporte marítimo, comércio internacional e operações portuárias.

- Direito falimentar: Estabelece as normas relacionadas à falência e recuperação judicial de empresas em situações financeiras adversas.

- Direito empresarial internacional: Regula as atividades comerciais transnacionais, envolvendo questões de comércio internacional, contratos internacionais e resolução de disputas internacionais.[9][10]

## Princípios
Os princípios do direito empresarial são fundamentais para orientar as normas e decisões que regem as atividades econômicas organizadas. Cada um desses princípios desempenha um papel crucial na definição e na aplicação das regras que moldam o ambiente empresarial. Vamos explorar mais detalhadamente alguns desses princípios: 
- Princípio da livre iniciativa: O princípio da livre iniciativa é a pedra angular do sistema econômico baseado na liberdade individual. Ele reconhece o direito do indivíduo de empreender, criar e administrar seus negócios conforme sua vontade. No entanto, essa liberdade é condicionada à observância das normas legais, garantindo que as atividades empresariais respeitem as regras estabelecidas pela sociedade.
- Princípio da presunção de empresarialidade: Este princípio parte do pressuposto de que uma atividade econômica é empresarial, a menos que seja comprovado o contrário. Essa presunção simplifica a classificação das atividades, facilitando o processo de regulamentação e permitindo uma abordagem padrão para a maior parte das transações econômicas.
- Princípio da autonomia da vontade: A autonomia da vontade destaca a liberdade das partes envolvidas em contratos comerciais para negociar e estabelecer cláusulas de acordo com seus interesses. Isso promove a flexibilidade nas relações contratuais, permitindo que as partes personalizem acordos de acordo com suas necessidades específicas, desde que estejam em conformidade com as normas legais.
- Princípio da função social da empresa: A empresa é vista não apenas como uma entidade voltada para o lucro, mas também como um agente com responsabilidades sociais. Esse princípio destaca a importância de as empresas contribuírem para o desenvolvimento da sociedade, equilibrando interesses econômicos com impactos positivos na comunidade e no meio ambiente.
- Princípio da Continuidade: A presunção da continuidade reconhece que as empresas são empreendimentos de natureza duradoura, buscando a perpetuidade ao longo do tempo. Esse princípio é fundamental para a estabilidade e previsibilidade das relações comerciais.
- Princípio da preservação da empresa: Diante de situações de crise, o direito empresarial valoriza a preservação da empresa, visando manter as atividades e os empregos. Isso pode envolver medidas como recuperação judicial, que busca reabilitar financeiramente a empresa em dificuldades.
- Princípio da publicidade: A transparência é essencial nas relações comerciais. O princípio da publicidade estabelece que as atividades empresariais e os atos relacionados devem ser claros, acessíveis e compreensíveis ao público, promovendo a confiança e a integridade nas transações.
- Princípio da propriedade privada: O princípio da propriedade privada é essencial para o funcionamento eficaz das atividades empresariais. Ele estabelece que os bens utilizados na condução das operações de uma empresa, sejam eles tangíveis (como equipamentos, instalações e estoques) ou intangíveis (como marcas e patentes), pertencem ao empresário ou à empresa. Esse reconhecimento do direito à propriedade privada confere segurança jurídica ao empresário, incentivando investimentos e o desenvolvimento de recursos produtivos.
- Princípio da concorrência: A concorrência é um elemento-chave para o funcionamento eficiente e dinâmico dos mercados. O princípio da concorrência busca assegurar que os mercados permaneçam abertos, competitivos e que não haja práticas que distorçam o livre jogo da oferta e demanda. Este princípio proíbe práticas antiéticas, como cartelização, abuso de posição dominante e outras formas de comportamento anticoncorrencial.
- Princípio da boa-fé: É um princípio amplo, usado em praticamente todo direito civil, o qual predispõe que a boa-fé (honestidade, boas intenções) são presumidas e que é a má-fé deve ser provada, não o contrário. A boa-fé é um princípio fundamental que permeia todas as relações comerciais. Este princípio impõe que as partes envolvidas em negociações e contratos ajam de maneira ética, honesta e leal. A boa-fé não se limita apenas ao cumprimento estrito das cláusulas contratuais, mas estende-se ao comportamento global das partes durante toda a relação comercial. A aplicação da boa-fé implica em transparência nas negociações, respeito aos interesses legítimos das partes envolvidas e o dever de evitar práticas enganosas. Este princípio também exige que as partes cumpram suas obrigações de maneira ativa e diligente, além de cooperar para alcançar os objetivos acordados.[12][11][13]